# Elnur Hüseynov
Elnur Hüseynov (* 3. března 1987 Ašchabad), známý také jako Elnur Hussein nebo jen Elnur, je ázerbájdžánský populární zpěvák. V roce 2008 reprezentoval společně se zpěvákem Samirem Ázerbájdžán na Eurovision Song Contest s písní „Day After Day“, duo skončilo ve finále osmé. V roce 2015 vyhrál The Voice of Turkey a reprezentoval Ázerbájdžán podruhé se skladbou „Hour of the Wolf“, tentokrát skončil na 12. místě.

## Život

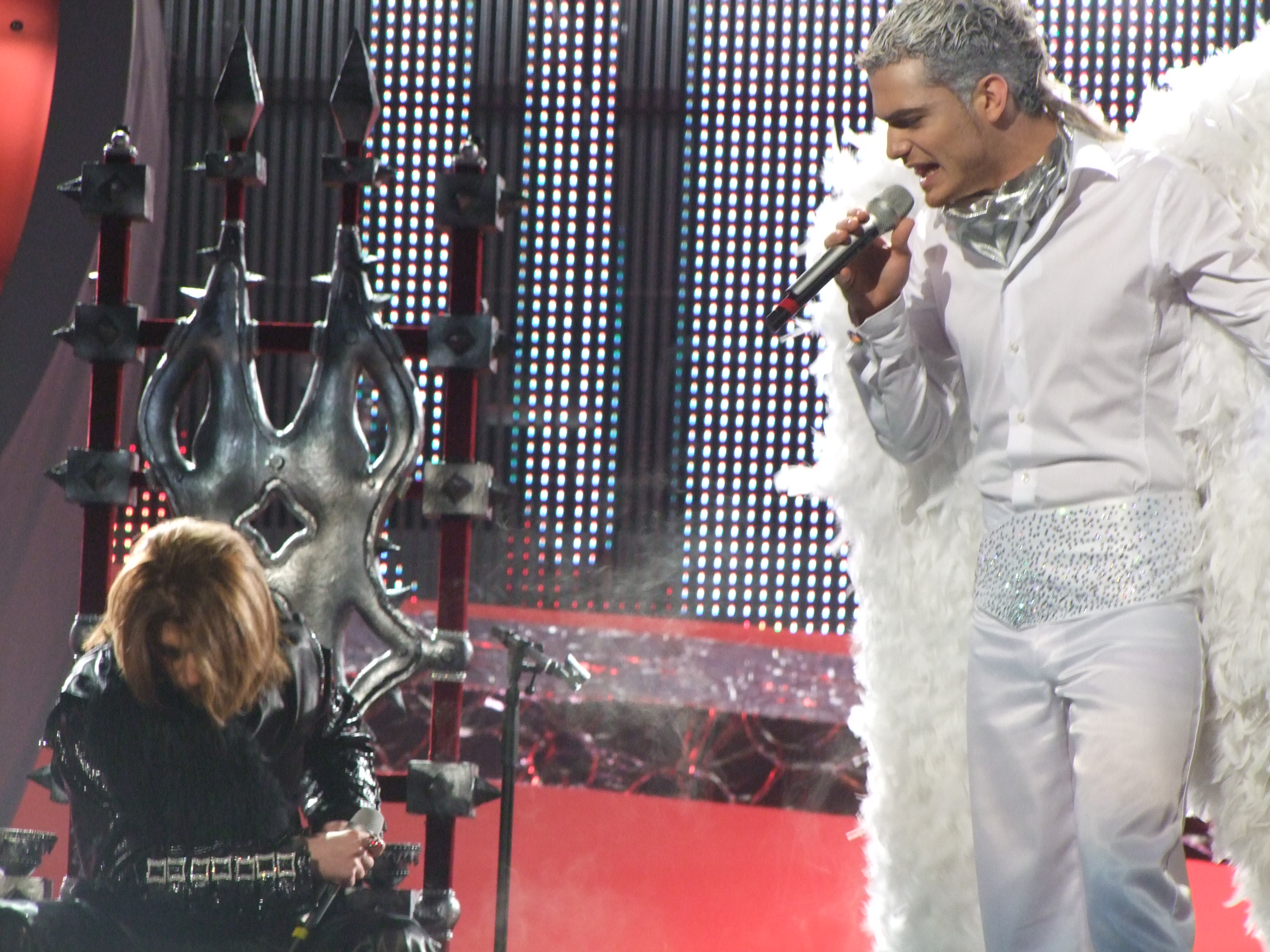
Fotografie z vystoupení na Eurovizi 2008, vlevo Samir Cavadzadə

Narodil se v Ašchabadu ázerbájdžánským rodičům. Jeho otec byl příslušníkem armády a jeho matka odbornicí na hudební teorii. V pěti letech začal chodit do hudební školy, kde se učil hrát na klavír. V roce 1999 se rodina přestěhovala do Baku, kde Elnur vystudoval zdravotní školu v oboru dentista. V roce 2004 absolvoval hudební školu.